# Маршрутне таксі
Маршру́тне таксі́ або «маршру́тка» — один із видів комерційного громадського транспорту, що здійснює перевезення пасажирів на міському чи приміському автобусному маршруті загального користування за розкладом руху, в якому визначається час відправлення автобусів від початкового до кінцевого пунктів маршруту з висадкою та посадкою пасажирів чи громадян на їхню вимогу на шляху прямування автобуса в місцях, де це не заборонено правилами дорожнього руху. Маршрутне таксі існує майже у всіх великих та середніх за розміром містах України та інших держав пострадянського простору.
В Україні у багатьох містах «маршрутка» витіснила інші види громадського транспорту, особливо великогабаритні автобуси. Станом на середину 2010-х років в деяких містах України, таких як Київ, Івано-Франківськ, Запоріжжя, Львів, Маріуполь тощо, розпочався процес поступового витіснення транспортних засобів малого та середнього класу шляхом придбання місцевими владами автобусів великої місткості.
Найчастіше маршрути маршрутних таксі дублюють чинні маршрути муніципального громадського транспорту (автобусів, трамваїв, тролейбусів). Однак з'являються і нові маршрути. Наприклад, відкриваються чимало маршрутів, що зручно сполучають периферійні райони та обслуговують таким чином найважливі пасажиропотоки, що не покриваються іншим громадським транспортом.

## Походження назви
Немає сумнівів у тому, що термін «маршрутка» широко розповсюджене, проте не є офіційним, оскільки походить від маршрутного таксі, але водночас варто зазначити, що це вже давно не таксі, а радше приватний маршрутний автобус. 
Стосовно з самого початку[відколи?] існування маршрутного таксі існували переважно такі звичаї:[джерело?]
- оплата проїзду здійснювалася при виході (як у таксі);
- при перевезенні використовувались тільки сидячі місця (як у таксі);
- зупинка на вихід здійснювалась на вимогу пасажирів у довільному місці, якщо це не суперечить правилам дорожнього руху (як у таксі).

## Галерея

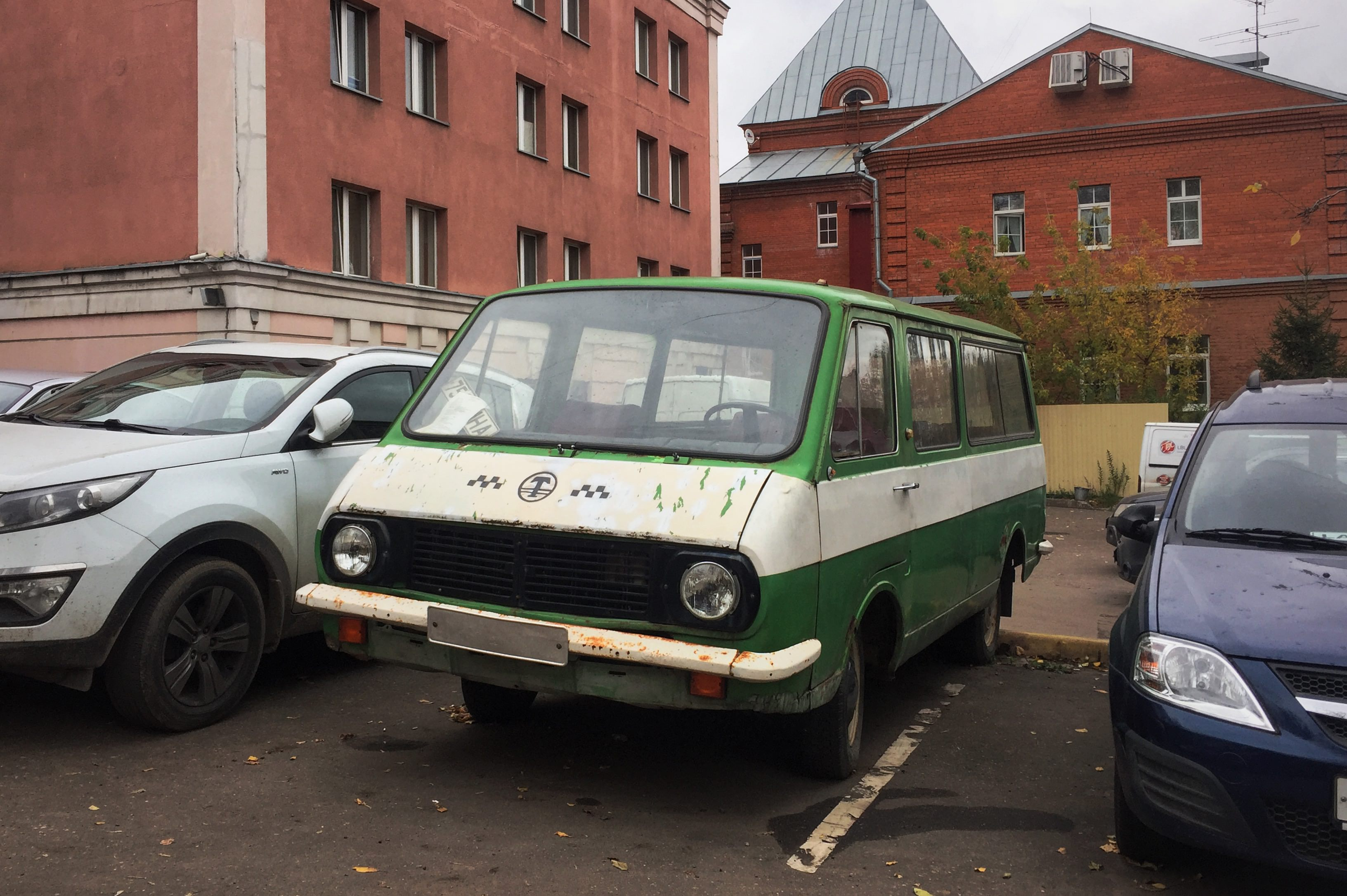
Маршрутне таксі РАФ-2203 радянських часів
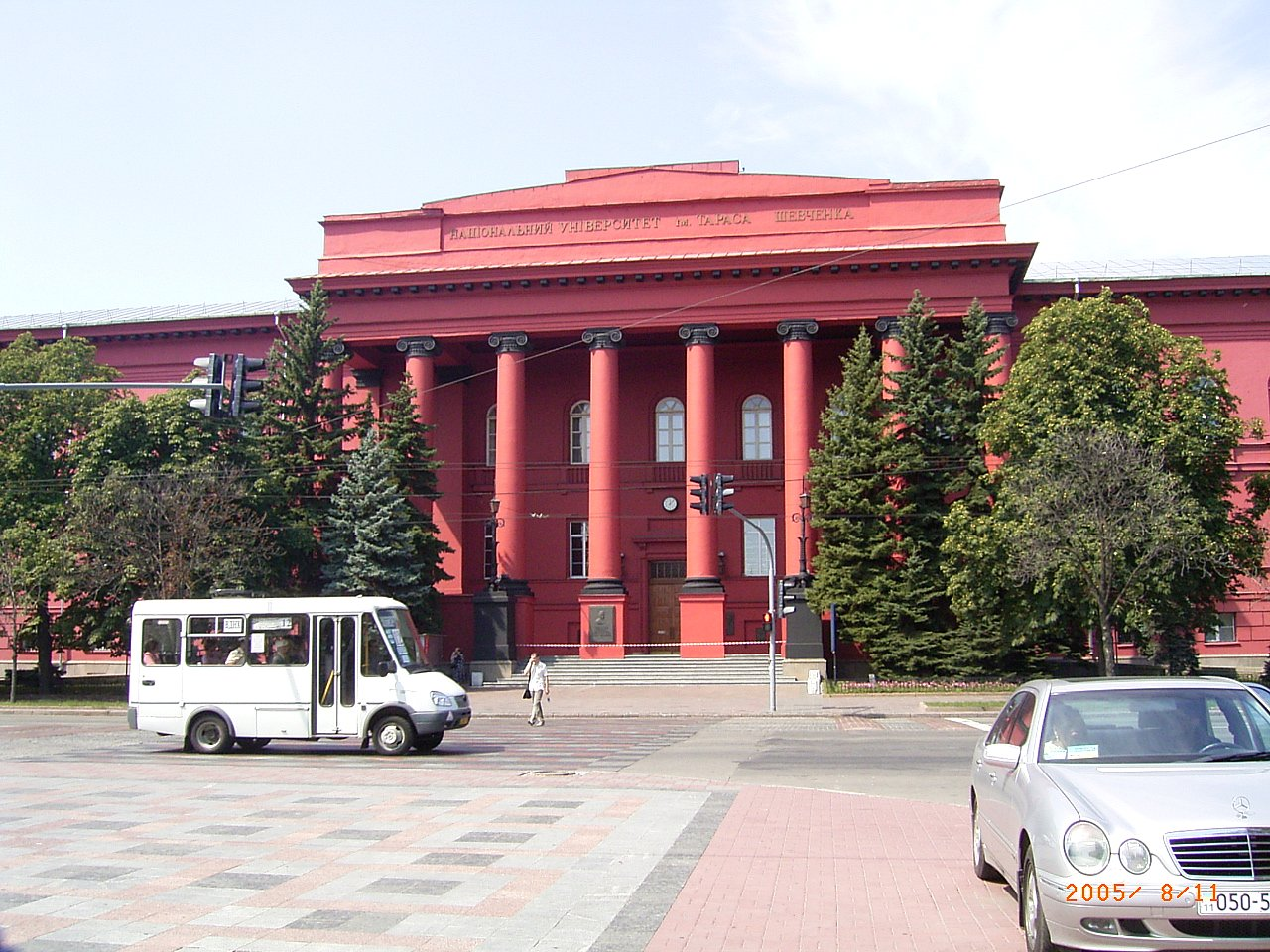
Київ
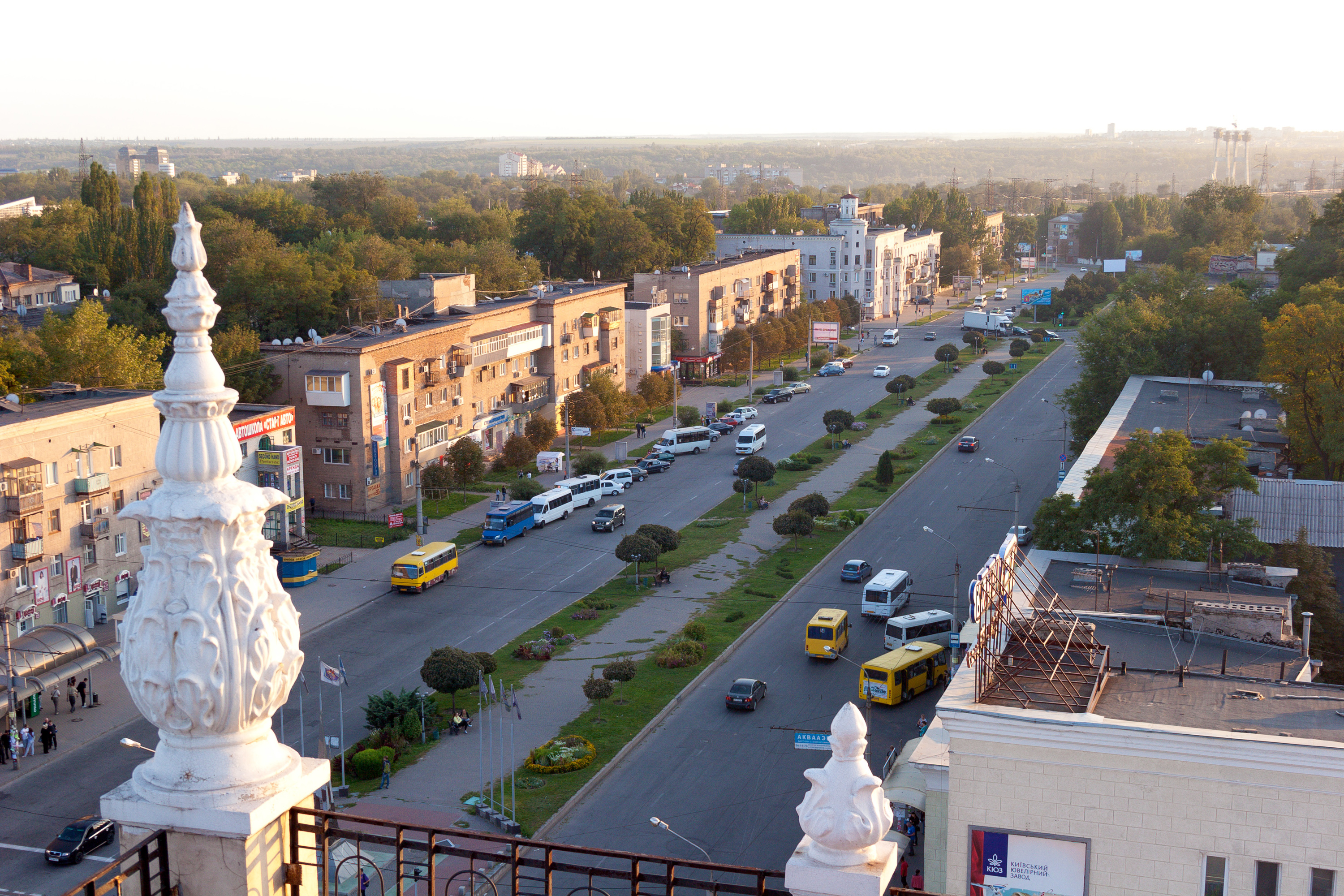
Запоріжжя
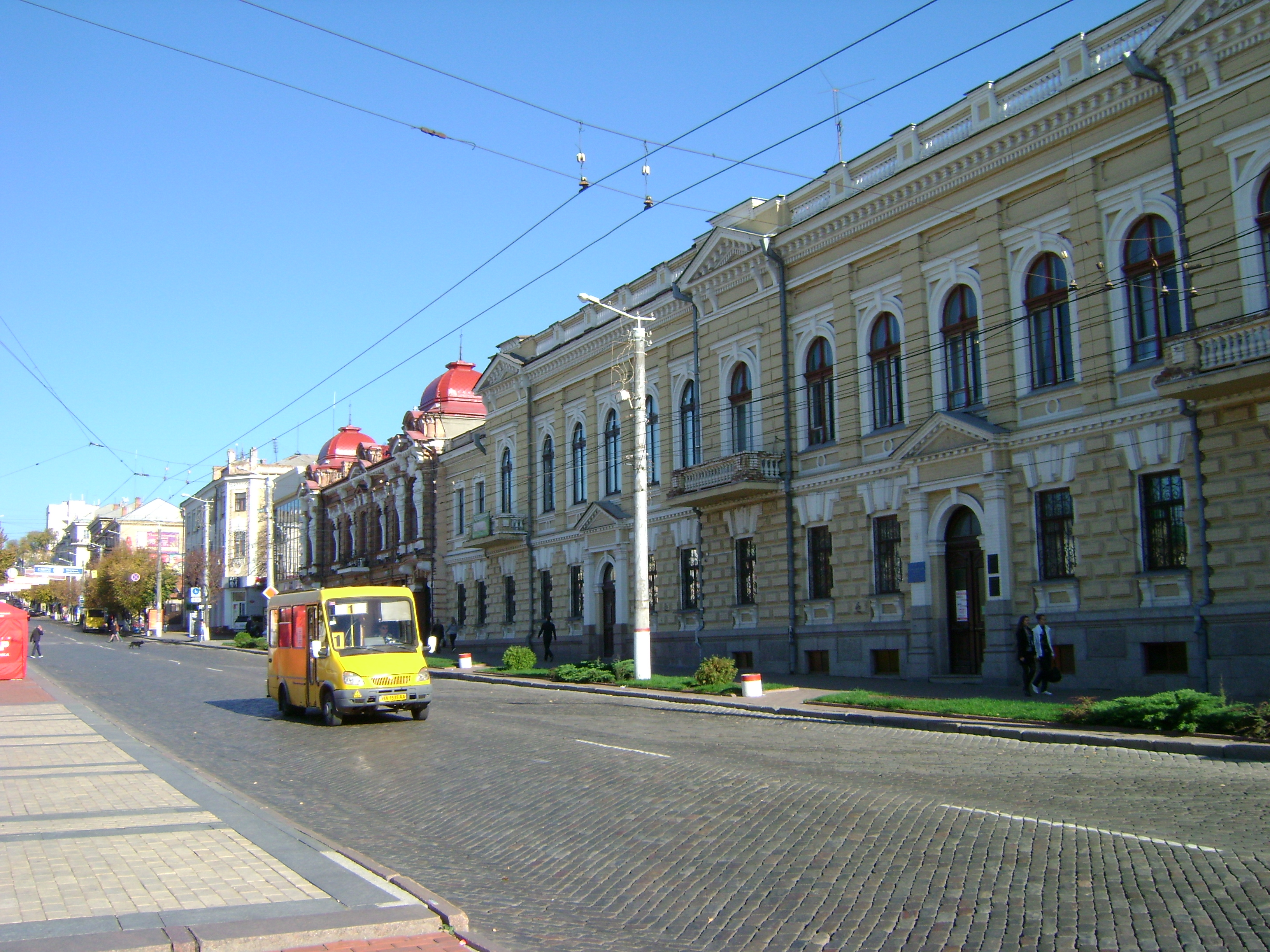
Кропивницький
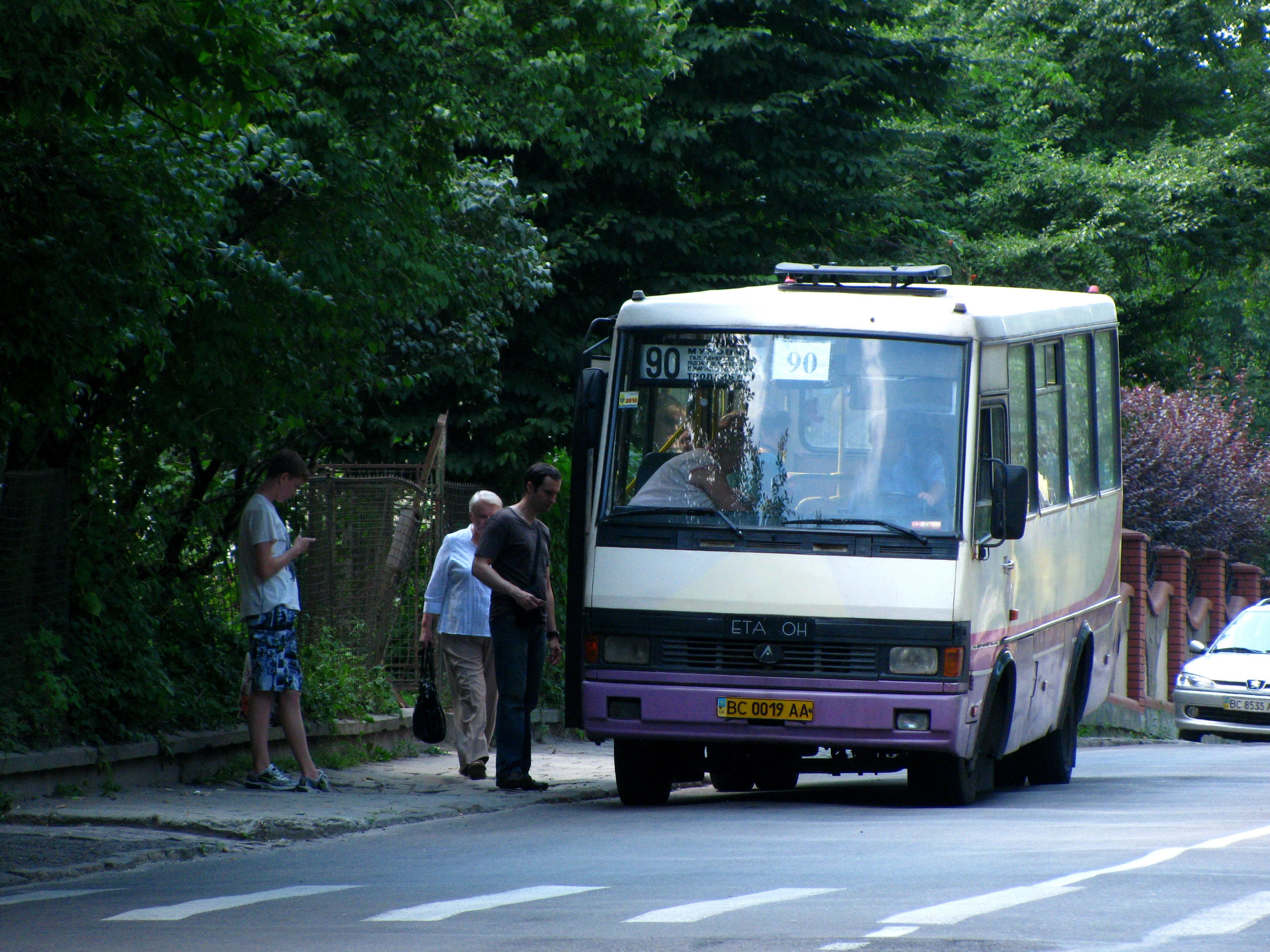
Львів
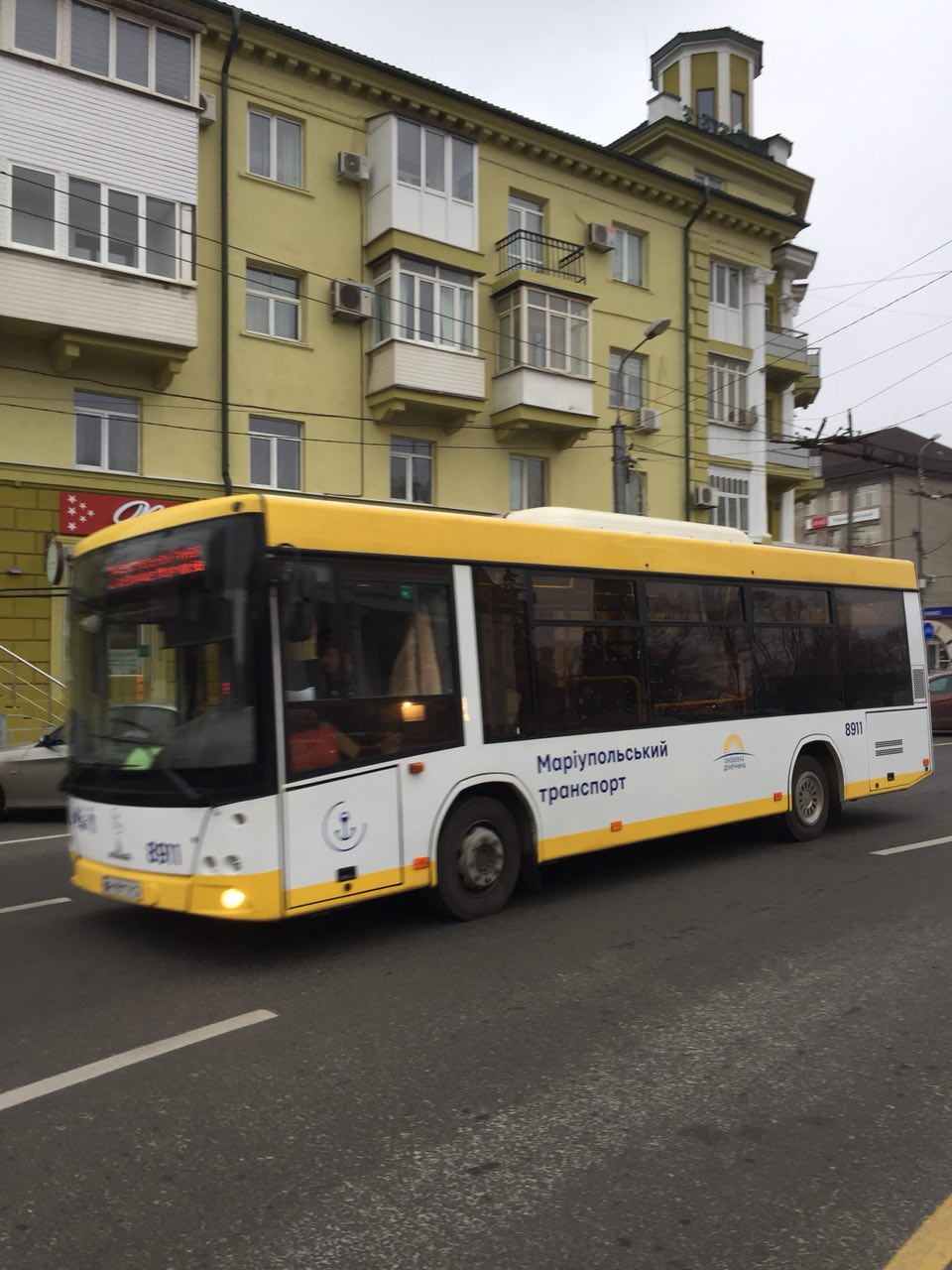
Маріуполь
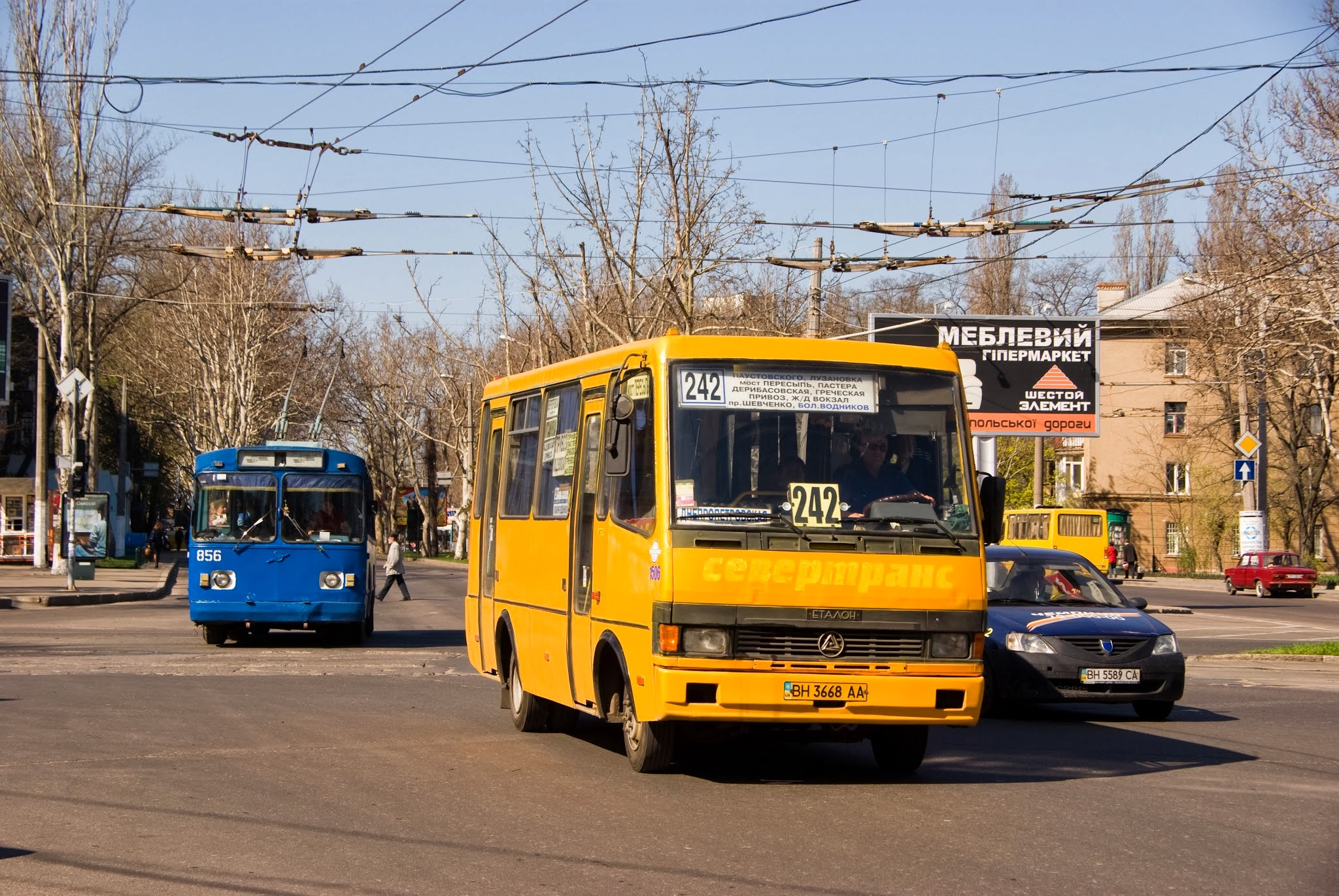
Одеса
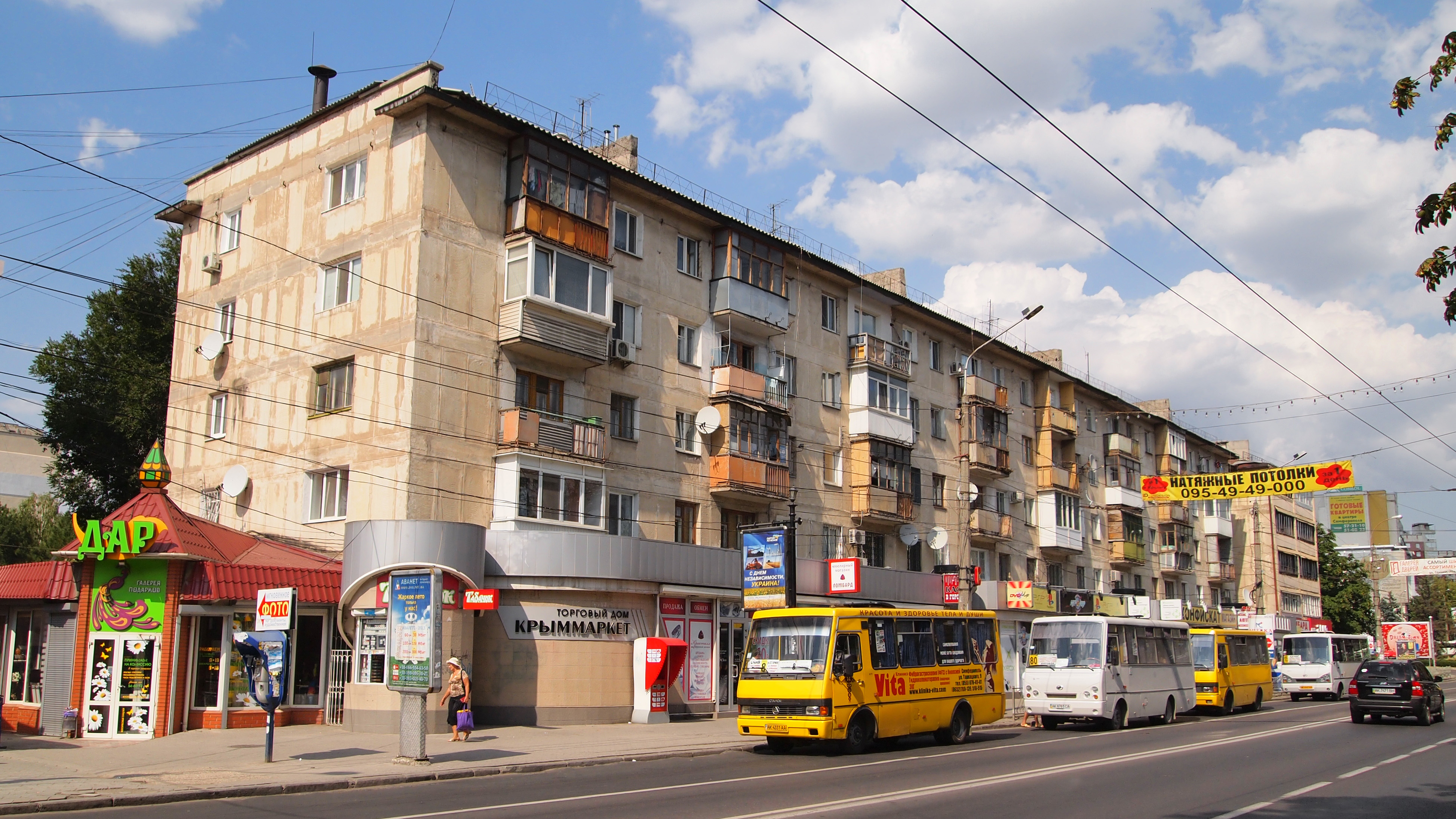
Сімферополь
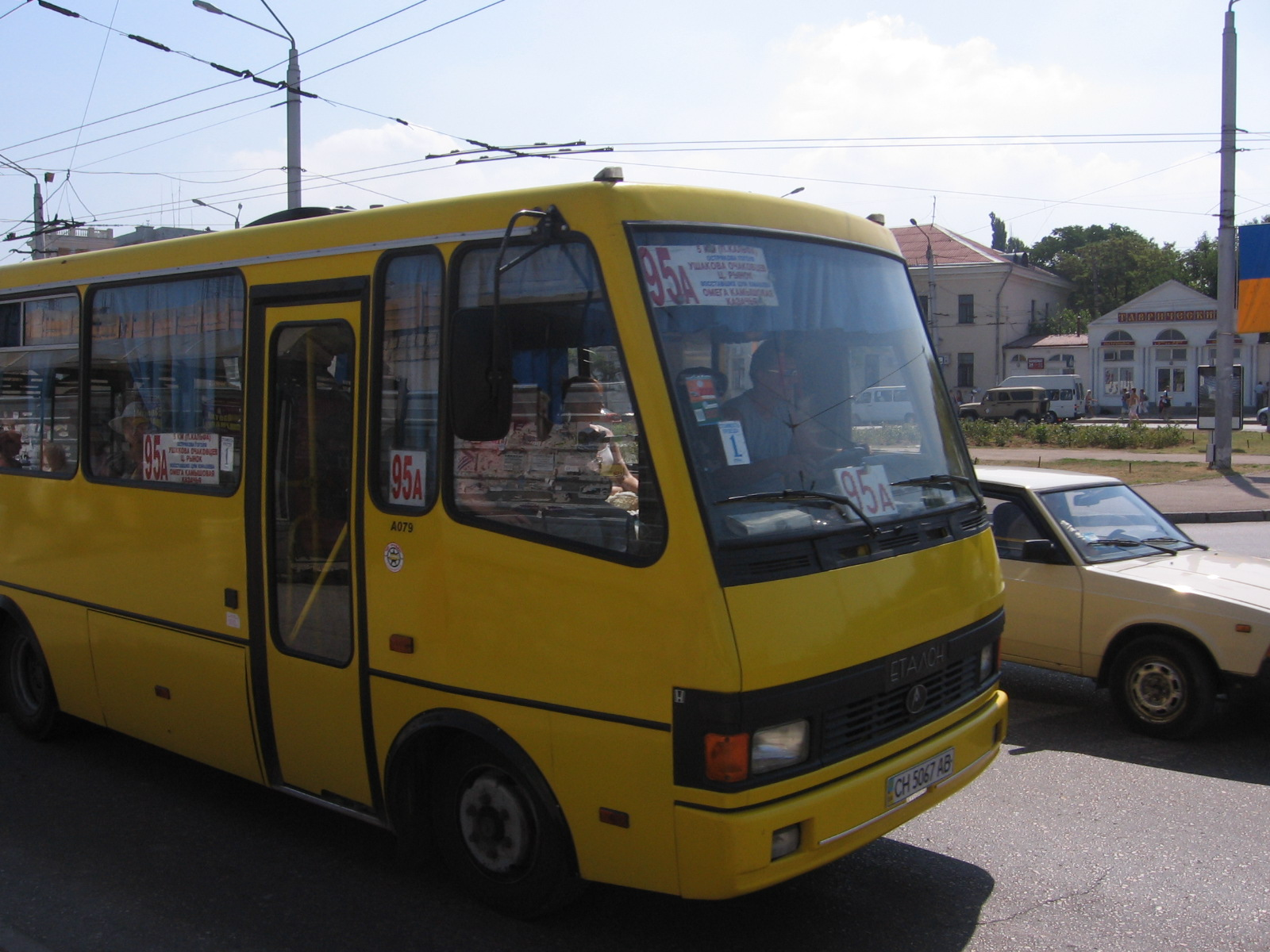
Севастополь
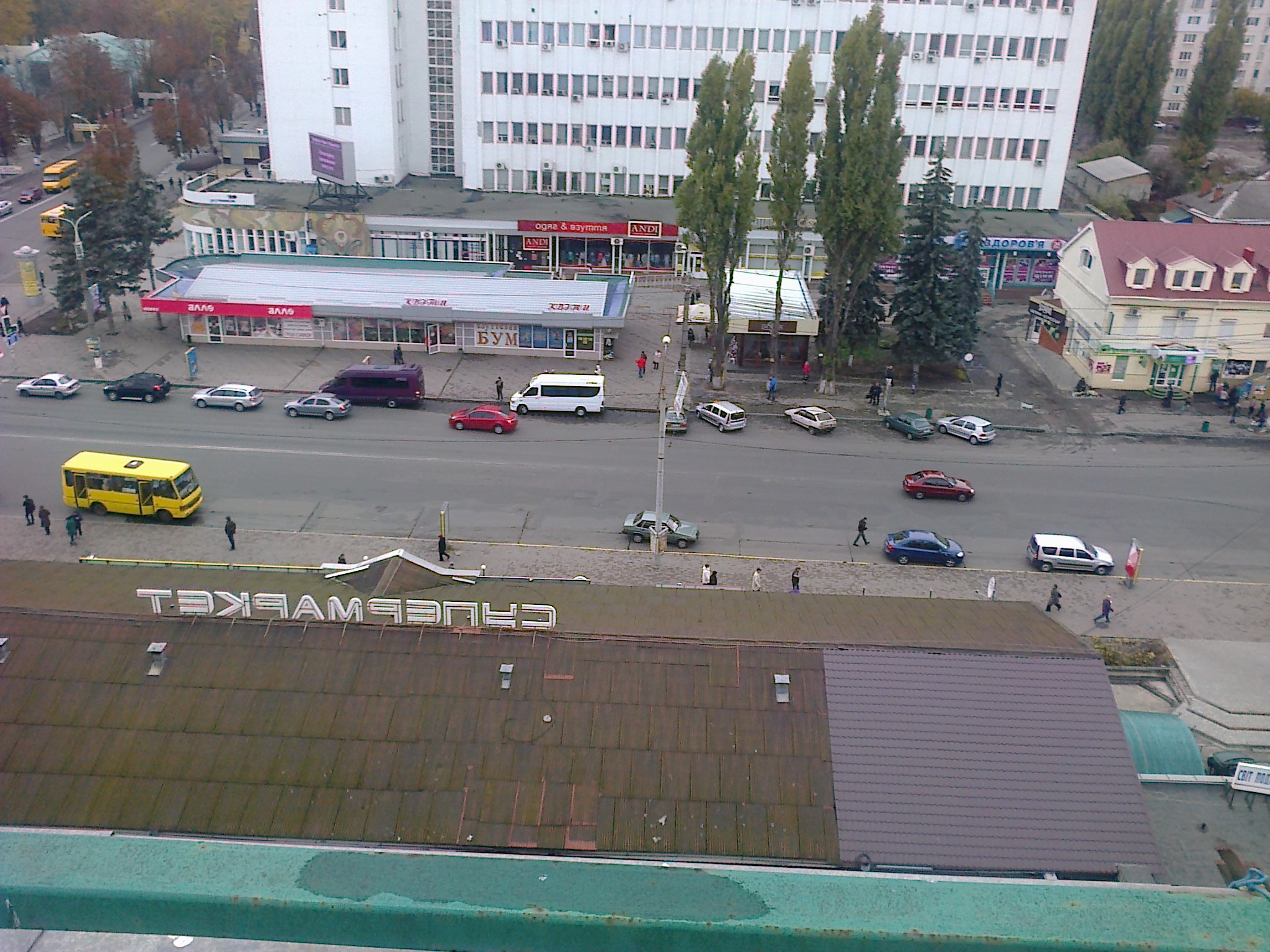
Суми
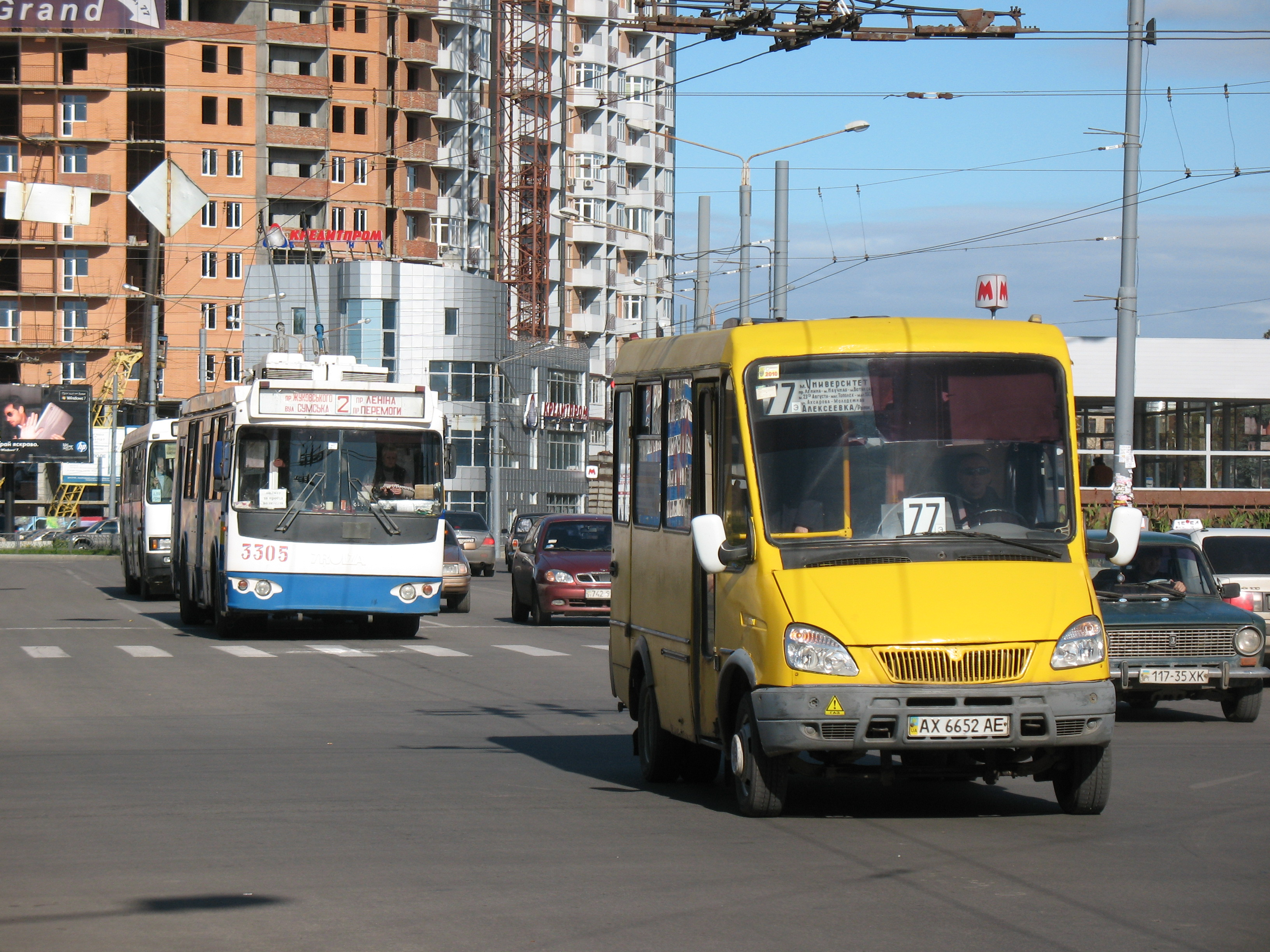
Харків
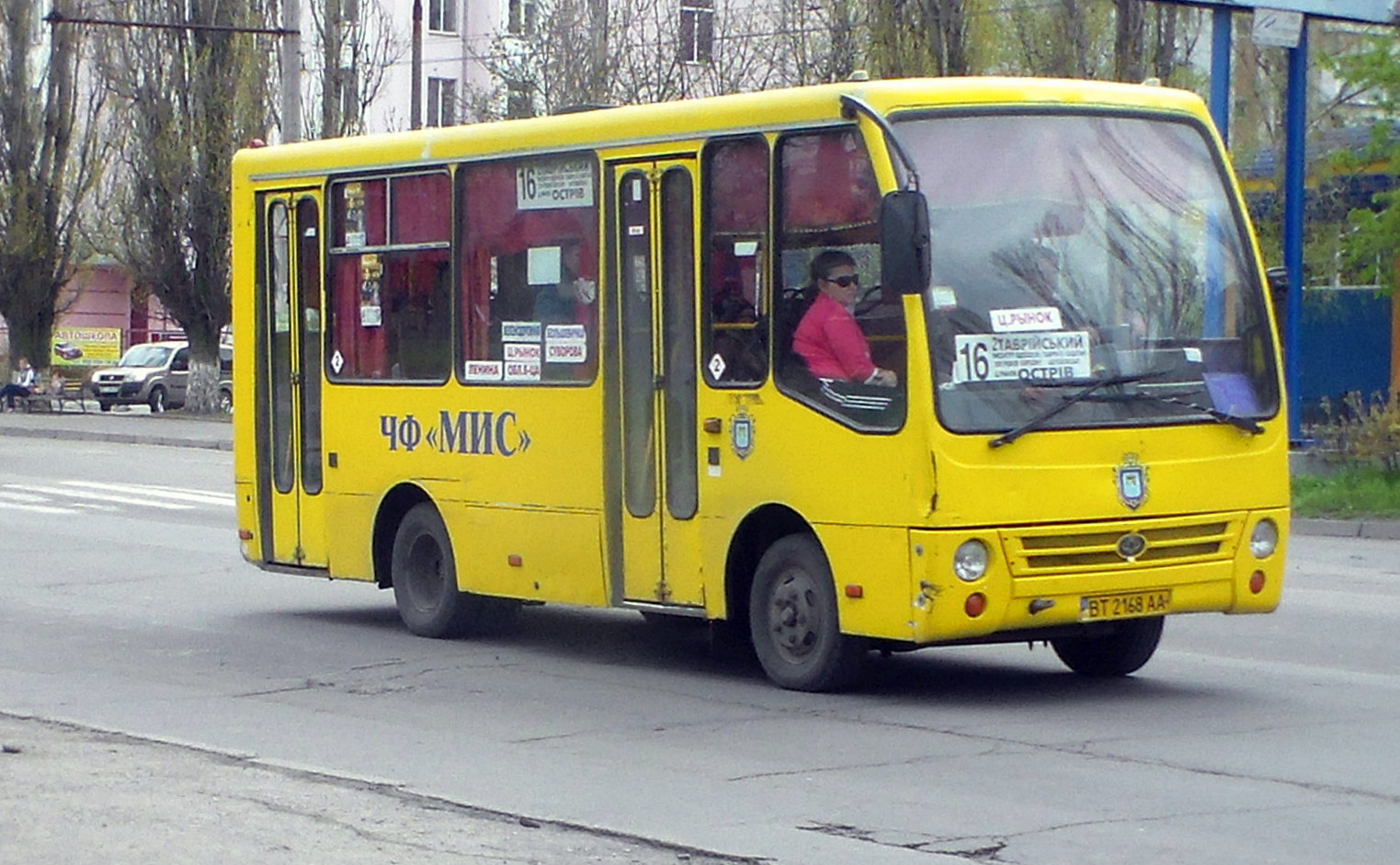
Херсон
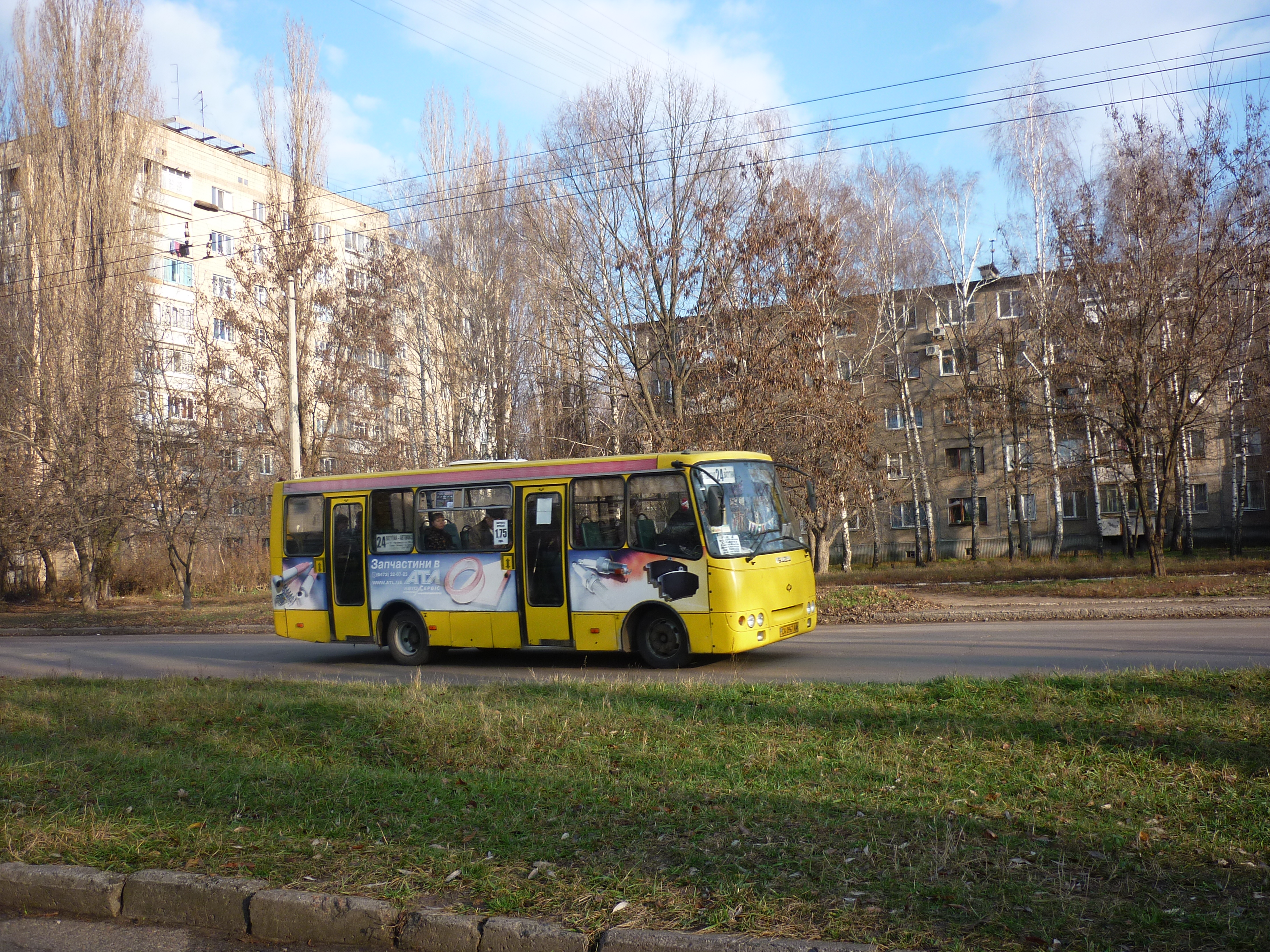
Черкаси